# 241-es busz (Budapest)
A budapesti 241-es jelzésű autóbusz a Lomnici utca és a Savoya Park között közlekedett. A viszonylatot a Budapesti Közlekedési Zrt. üzemeltette. A buszon elsőajtós felszállás volt érvényben.

## Története
A járat 2015. március 16-án indult. A korábbi 251-es járat helyett négy busz közlekedett felváltva, különböző útvonalakon:
241: Lomnici utca – Savoya Park
241A: Lomnici utca – Városház tér
251: Kelenföld vasútállomás M – Savoya Park
251A: Kelenföld vasútállomás M – Városház tér
2019. augusztus 5-étől csak hétvégén és ünnepnapokon közlekedett.
2023. március 26-án megszűnt, helyette a 251-es, 251A és az újonnan indult 251E buszok közlekednek.

## Útvonala
| Savoya Park felé |
| Lomnici utca vá. – Vincellér út – Tatárka utca – Panoráma utca – Plébánia utca – Savoyai Jenő tér – Kossuth Lajos utca – Kuruc köz – Mária Terézia utca – Leányka utca – Kitérő út – Szerémi út – Feltáró út – Savoya Park vá.                                              |
| Lomnici utca felé |
| Savoya Park vá. – Feltáró út – Fehérvári út – Kitérő út – Leányka utca – Kossuth Lajos utca – Kuruc köz – Városház tér – Mihalik Sándor utca – Mária Terézia utca – Törley tér – Anna utca – Plébánia utca – Panoráma utca – Tatárka utca – Vincellér út – Lomnici utca vá. |

## Megállóhelyei
Az átszállási kapcsolatok között Lomnici utca és a Városház tér között azonos útvonalon közlekedő 241A, 251-es és 251A járatok nincsenek feltüntetve.
| 0  | Lomnici utca végállomás          | 14 | 150                                                                                        |
| 1  | Tatárka utca                     | 13 |                                                                                            |
| 2  | Alkotmány utca                   | 12 |                                                                                            |
| 3  | Galamb utca                      | 11 |                                                                                            |
| 4  | Plébánia utca                    | 9  |                                                                                            |
| ∫  | Savoyai Jenő tér (Plébánia utca) | 8  |                                                                                            |
| ∫  | Savoyai Jenő tér (Törley tér)    | 7  |                                                                                            |
| 5  | Savoyai Jenő tér                 | 7  | 33, 58, 114, 133E, 141, 158, 213, 250 47                                                   |
| ∫  | Budafoki Szomszédok Piaca        | 6  | 33, 58, 114, 133E, 141, 158, 213, 250 47 S30 , S36 , S40 , S42 , G43 (Budafok megállóhely) |
| 7  | Városház tér                     | 6  | 33, 58, 114, 133E, 141, 158, 213, 250 47 S30 , S36 , S40 , S42 , G43 (Budafok megállóhely) |
| 8  | Városház tér                     | 4  | 33, 58, 114, 133E, 141, 158, 213, 250 47 S30 , S36 , S40 , S42 , G43 (Budafok megállóhely) |
| 9  | Savoyai Jenő tér                 | 3  | 33, 58, 114, 133E, 141, 158, 213, 250 47                                                   |
| 10 | Leányka utcai lakótelep          | 2  | 33, 58, 114, 133E, 141, 158, 213, 250 47                                                   |
| 14 | Savoya Park végállomás           | 0  | 33, 141, 158, 250 17, 48                                                                   |